# Halichoeres adustus
Halichoeres adustus (Gilbert, 1890) è un pesce di acqua salata appartenente alla famiglia Labridae.

## Distribuzione e habitat
Proviene dalle barriere coralline dell'est dell'oceano Pacifico, in particolare dalle isole Cocos e Revillagigedo. Si trova fino a 5 m di profondità, di solito in zone con fondali rocciosi.

## Descrizione
Presenta un corpo abbastanza allungato, leggermente compresso lateralmente, con la testa dal profilo piuttosto appuntito. La lunghezza massima registrata è di 12,5 cm. La colorazione varia abbastanza nel corso della vita del pesce: gli esemplari giovanili sono marroni, tendenti al giallo-verdastro, con diverse fasce verticali e puntini bianchi lungo il corpo. Sulla pinna dorsale è presente una macchia nera rotonda, mentre la pinna caudale è bianca.
Gli adulti, invece, sono quasi uniformemente neri, eccetto per il bordo della pinna caudale, che ha il margine arrotondato, soprattutto nei giovani, che, come le pinne pettorali è trasparente.

## Biologia
La biologia di questa specie è quasi sconosciuta.

## Conservazione
Questa specie viene classificata come "vulnerabile" (VU) dalla lista rossa IUCN perché ha un areale molto ristretto, e dalle Isole Cocos è inoltre minacciata dal fenomeno di El Niño.